# Winold Reiss
Winold Reiss (* 16. September 1886 in Karlsruhe; † 29. August 1953 in New York City, New York) war ein deutsch-amerikanischer Porträtmaler, Illustrator und Designer, der in der ersten Hälfte des 20. Jahrhunderts in den USA wirkte und einen großen Einfluss auf die Entwicklung des Art déco in den Vereinigten Staaten hatte.

## Biografie
Reiss ist der zweite Sohn des Schwarzwaldmalers Fritz Reiss (1857–1915). Er lernte schon in jungen Jahren die Welt der Kunst durch die Tätigkeiten und die Reisen seines Vaters kennen. Das Porträtieren war ihm sehr vertraut, bevor er 1913 mit zwei Freunden nach Amerika ging. Dort faszinierten ihn von Anbeginn seines Aufenthalts die Indianer und die Afro-Amerikaner.

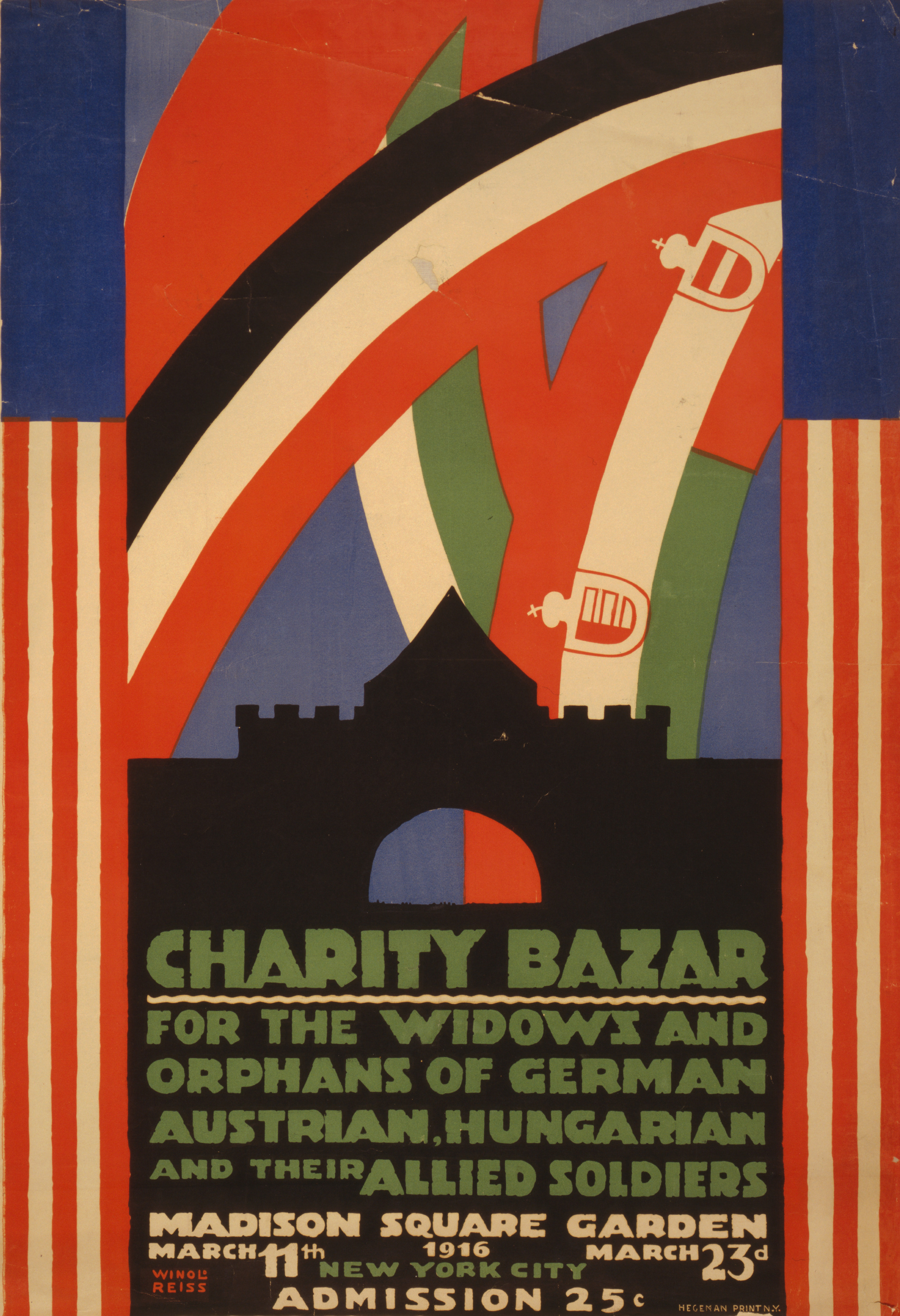
Plakat von Winold Reiss, 1916

Reiss war beeinflusst von der Wiener Secession und dem Jugendstil. Dies fand seinen Ausdruck in der Gestaltung zweier Läden am Broadway in New York für die Busy Lady Baking Company, für die er auch die Poster und das Verpackungsmaterial gestaltete, wodurch ein Corporate Design entstand. Er gründete eine Kunstzeitschrift, die Modern Art Collector, die von 1915 bis 1918 existierte. Gleichzeitig entwarf er weitere Innenausstattungen, Plakate und illustrierte Bücher.
Nach Deutschland kehrte Reiss nur für kurze Zeit in den Jahren 1921 und 1922 zurück, bevor er sich endgültig in New York niederließ. In den 1930er-Jahren entwarf Reiss das Café Rumpelmayer im neu erbauten Hotel St. Moritz (New York), an der Nr. 50 Central Park S. an der Ostseite der 6th Avenue in Manhattan.
Sein bekanntester Auftrag war die Innengestaltung des Cincinnati Union Terminal, heute das Cincinnati Museum Center at Union Terminal. Dort gestaltete er vom Jahre 1933 an in zweijähriger Arbeit zwei riesige Wandmosaiken für die Rotunde der Bahnhofshalle im Format von jeweils 6,7 m Höhe und 33,5 m Länge. In diesen Mosaiken verband er seine Portraitkunst mit dem Art déco. Diese Mosaiken zeigen Szenen aus der Geschichte von Cincinnati. 14 kleinere Mosaiken aus dem Bahnhof, auf denen jeweils die Tätigkeiten von verschiedenen bedeutenden Firmen aus Cincinnati dargestellt wurden (z. B. Procter & Gamble), kamen im Jahre 1973 in die Terminals 1, 2 und 3 des Cincinnati/Northern Kentucky International Airport im Boone County (Kentucky), Kentucky. Ein Grund für die Verlegung der Mosaiken war der Abriss der Bahnhofsteile im 20 km nördlicher gelegenen Cincinnati und der Neubau der Terminals im Flughafen.
Reiss’ bekannteste Buchillustrationen sind die zum Buch The New Negro von Alain Locke, in welchem die Kultur der Afroamerikaner in den 1920er-Jahren dargestellt wurde.
Nach seinem Tod im Jahr 1953 streuten die Blackfeet-Indianer, von denen er viele porträtiert hatte, seine Asche auf ihrem Stammesgebiet östlich des Glacier-Nationalparks in Montana aus.

## Bücher mit Reiss’ Illustrationen
- 1918: Peter Rosegger: Der Adlerwirt von Kirchbrunn. Volksbücher der Deutschen Dichter-Gedächtnis-Stiftung, Heft 19, 61. bis 80. Tausend, Hamburg-Grossborstel.
- 1940: Indian Legends. Grinell Lithographic Co., Inc., New York City, USA.
- 1953: Das Indianer-Buch: Die roten Männer, wer sie sind, woher sie kamen, wie sie lebten, erzählt und gezeichnet von Holling C. Holling, 4 Farbtafeln nach Gemälden von W. Reiss.
- 1953: Richard L. Neuberger: Quer durch Nordamerika: Die Expedition von Lewis und Clark.